# پنج گنج
پنج گنج نظامی یا خمسه (عربی: خمسة - برگردان فارسی: پنجگانه) اصلی ترین و شناخته شده ترین اثر نظامی گنجوی است.

## شرح و توضیح
مجموعه پنج گنج شامل پنج شعر روایی بلند است.
1. مخزن‌الاسرار (برگردان فارسی: گنجینه رازها)، سرودهٔ ۵۷۰ قمری/۱۱۶۳ میلادی
2. خسرو و شیرین، سرودهٔ ۵۷۶ قمری/۱۱۷۷ تا ۱۱۸۰ میلادی
3. لیلی و مجنون، سرودهٔ ۵۸۴ قمری/۱۱۹۲ میلادی
4. هفت‌پیکر، سرودهٔ ۵۹۳ قمری/۱۱۹۷ میلادی
5. اسکندرنامه دارای دو بخش به نام‌های شرفنامه و اقبال‌نامه، سرودهٔ ۵۹۹ قمری یا به روایتی ۶۰۷ تا ۶۱۱ قمری/۱۱۹۷ میلادی یا به روایتی ۱۱۹۶ تا ۱۲۰۲ میلادی

اولینِ شعرها یعنی مخزن الاسرار، تاثیر گرفته از از الهی‌نامه (حدیقةالحقیقه) یادگار سنایی (متوفی ۱۱۳۱ میلادی) بود. چهار شعر دیگر عاشقانه های قرون وسطایی هستند. خسرو و شیرین، بهرام گور و اسکندر مقدونی که همگی در شاهنامه فردوسی بخش‌هایی به آنها اختصاص داده شده است، که دوباره در اینجا در مرکز سه تا از چهار شعر روایی نظامی ظاهر می شوند. ماجرای عاشقان زوج لیلی و مجنون موضوع دوم از چهار عاشقانه او و برگرفته از منابع عربی است. در تمام این موارد، نظامی مطالب را از منابع خود به شکلی اساسی بازنویسی کرده است.
پنج گنج موضوعی محبوب برای نسخه‌های خطی فاخری بود که با مینیاتورهای نقاشی شده در دربار ایران و مغول در قرون بعد نشان داده شده بودند. به عنوان مثال می توان به پنج گنج نظامی (کتابخانه بریتانیا، Or. ۱۲۲۰۸) اشاره کرد که برای امپراتور مغول اکبر در دهه ۱۵۹۰ میلادی ایجاد شد. نسخه خطی پنج گنج که برای شاهزاده اورنگ زیب، ششمین امپراتور مغول خلق شده، اکنون در مجموعه هنر اسلامی خلیلی موجود است. تصاویر آن از بهرام گور شخصیت اورنگ زیب را به تصویر می کشد.
پنج گنج نخستین بار در ۱۸۴۷ م یا ۱۲۵۰ ق در بمبئی و در ۱۲۶۱ ق در تهران به چاپ رسید. نخستین کسی که سعی وافری بر ارائهٔ مجموعه‌ای منسجم و مصحح از آثار نظامی به کار برد وحید دستگردی بود که حاصل کارش بین ۱۳۱۳ تا ۱۳۱۷ خورشیدی منتشر شد. پس از وی چاپ‌های دیگری نیز انتشار یافت که از جملهٔ آنها مجموعهٔ شش جلدی با تصحیح و توضیح بهروز ثروتیان است که از سال ۱۳۶۳ تا ۱۳۷۹ توسّط انتشارات توس به چاپ رسید، و بار دیگر در سال ۱۳۸۶ با تصحیح و شرح مجدد توسط انتشارات امیرکبیر منتشر شد. این اثر در فهرست میراث مستند برنامهٔ حافظهٔ جهانی یونسکو از سوی ایران ثبت گردیده‌است. خمسهٔ نظامی به همت رستم علی‌اف به زبان روسی ترجمه و منتشر شده‌است.

## نگاره‌ها

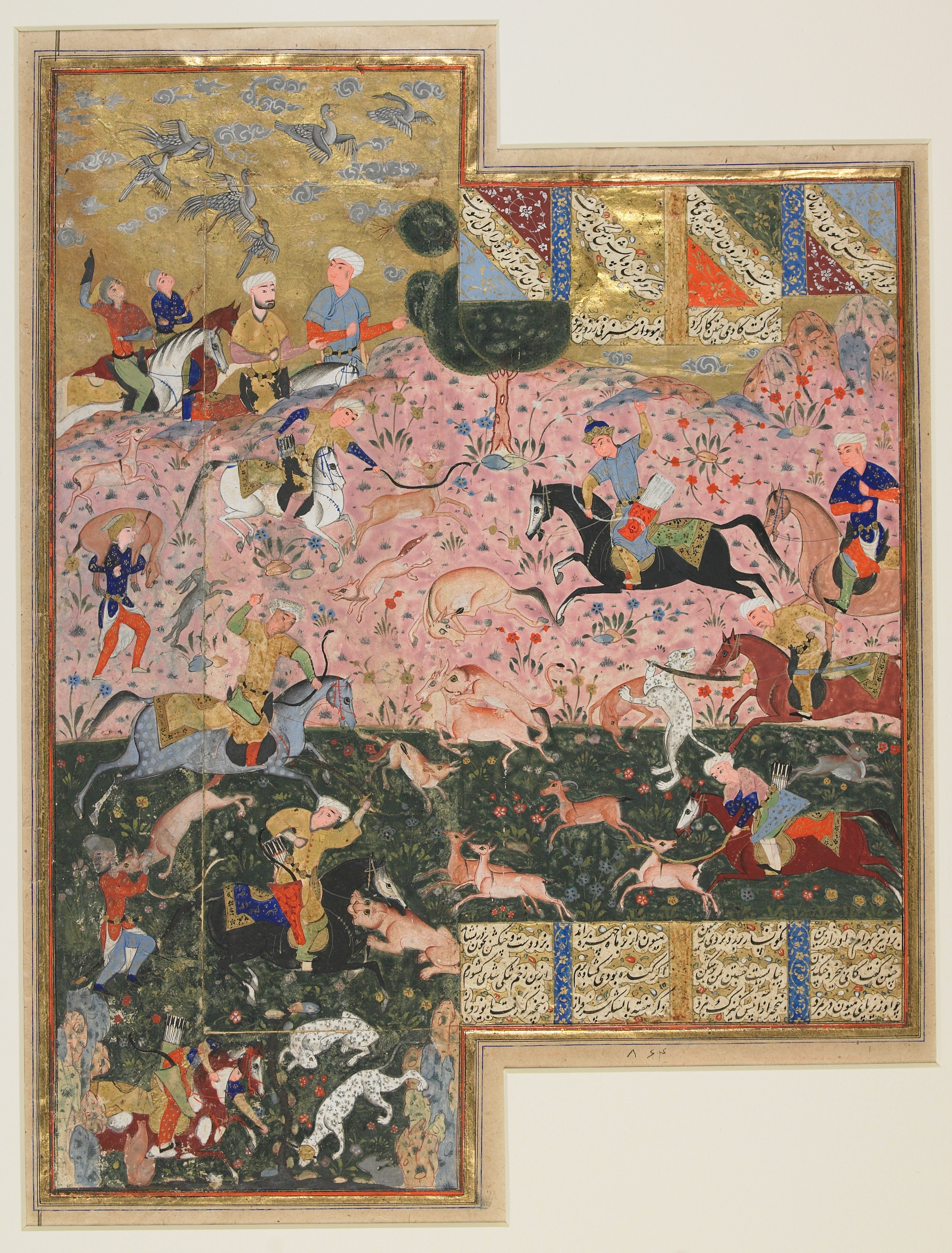
بهرام گور در حین شکار، نام مینیاتوری است متعلق به سده ۱۶ میلادی که به ماجرای شکار رفتن بهرام گور در بخش چهارم از خمسهٔ نظامی، معروف به هفت پیکر یا بهرام‌نامه می‌پردازد. این اثر اکنون در مالکیت کتابخانهٔ کنگره ایالات متحده قرار دارد.